# Promenade Signoret-Montand
La promenade Signoret-Montand est une voie située dans le quartier de la Villette du 19e arrondissement de Paris, en France.

## Situation et accès
Elle est principalement desservie par la ligne 7 à la station Riquet. La voie longe le bassin de la Villette du côté du quai de la Seine.
Elle est située entre la promenade Jeanne-Moreau et la promenade Florence-Arthaud.

## Origine du nom
Elle rend hommage au couple mythique du cinéma français, Simone Signoret (1921-1985) et Yves Montand (1921-1991).

## Historique
Cette voie prend sa dénomination actuelle par un arrêté municipal en date du 2 février 1998.
En mars 2016 une portion de la promenade Signoret-Montand prend le nom de promenade Florence-Arthaud.

## Bâtiments remarquables et lieux de mémoire
- Le bassin de la Villette.
- La promenade aboutit au MK2 Quai de Seine.

Promenade Signoret-Montand
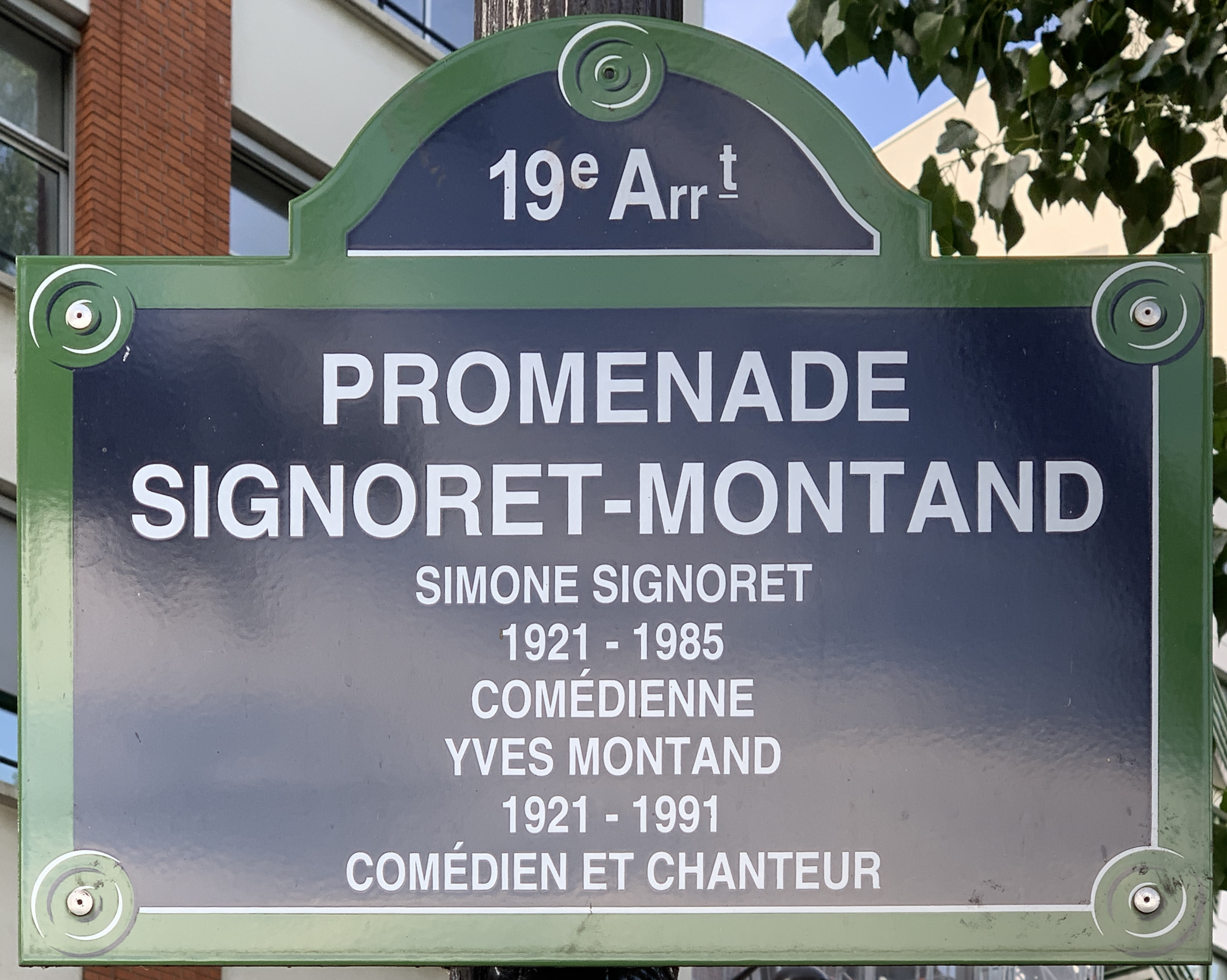
Plaque de la promenade.